# سیلور ریج (نیوجرسی)
سیلور ریج (به انگلیسی: Silver Ridge) یک منطقهٔ مسکونی در ایالات متحده آمریکا است که در برکلی، نیوجرسی واقع شده‌است. سیلور ریج ۱٫۲۱۵ کیلومتر مربع مساحت و ۱٬۱۳۳ نفر جمعیت دارد و ۶ متر بالاتر از سطح دریا واقع شده‌است.